# Olav Basoski
 (juin 2009).
Si vous disposez d'ouvrages ou d'articles de référence ou si vous connaissez des sites web de qualité traitant du thème abordé ici, merci de compléter l'article en donnant les références utiles à sa vérifiabilité et en les liant à la section « Notes et références ».
Olav Basoski, né le 14 octobre 1968 à Haarlem, aux Pays-Bas, est un DJ producteur et remixeur néerlandais.
Il est DJ depuis l'âge de 15 ans et est connu pour ses plus de 200 titres dont de nombreux remixes, en particulier de Mirwais, Moby et Phats & Small. Avec Erick E, il crée le label WORK.

## Discographie sélective

### Singles
Olav Basoski
- 1997 Moscow Street Rock
- 1997 Water
- 1997 Samplitude Vol. 1
- 1998 Samplitude Vol. 2
- 1998 Get Movin' EP
- 1998 Samplitude Vol. 3
- 1998 Samplitude Vol. 4
- 1998 Samplitude Vol. 5
- 1999 Samplitude Vol. 6
- 2000 Opium Scumbagz
- 2000 Samplitude Vol. 7
- 2000 Samplitude Vol. 8
- 2001 Samplitude Vol. 9
- 2002 Best Of Samplitude
- 2002 Most Wanted Singles Part 1
- 2002 Samplitude Vol. 10
- 2002 Samplitude Vol. 11
- 2002 Samplitude Vol. 12
- 2004 Water Fire Rhythm Love EP 1
- 2004 Water Fire Rhythm Love EP 2
- 2004 RTZ Tools 1
- 2004 Samplitude Vol. 13 (with Alex Romano)
- 2004 Water Fire Rhythm Love EP 3 (with Bernard Oattes)
- 2004 Moscow Street Rock 2004
- 2004 Waterman
- 2004 RTZ Tools 2
- 2005 RTZ Tools 3
- 2005 Water Fire Rhythm Love EP 4
- 2005 Indian Summer
- 2005 Waterman (with MC Spyder and Michie One)
- 2005 Elektrik
- 2006 Proper Tunes (with MC Spyder)
- 2006 RTZ Tools 4
- 2006 Like Dis (with MC Spyder)
- 2007 Da Beat Kicks
- 2007 Push Me

6 Bells All
- 1991 Sweet & Bitter/Me The Mailman
- 1991 File 51
- 1991 Overdrive
- 1992 Lift Off

Sil
- 1991 Solid Circle/Windows (with DJ Zki)
- 1992 Blue Oyster (with DJ Zki)
- 1994 Villa Ducato (with Erick E)
- 1994 New Windows/Windows (with Erick E)
- 1997 Come Together
- 1998 Windows '98 (with DJ Zki)
- 2000 Windows 2000

Olav Basoski & Erick E
- 1994 Work Session 1
- 1994 Work Session 2
- 1995 Work Session 3

Pancake (Autres titres en collaboration avec Erick E)
- 1993 Don't Turn Your Back
- 1993 Don't Turn Your Back/See The Stars (The Remixes)
- 1994 Let You Go
- 1995 Don't Turn Your Back
- 1996 Ain't Missing
- 1999 Don't Turn Your Back '99

Autres collaborations
- 1988 Pitbull Terror, as Baze & Hucke (with Sander Hoeke, Michiel Kleiss and Mikel Le Roy)
- 1991 Spread Love, as World Series Of Life (with DJ Zki and Roelof Wiedijk)
- 1992 I Would Give Anything, as World Series Of Life (with Claudine Nelson)
- 1992 Together, as The Mellow-Dee Project
- 1993 Take Me Higher, as The Mellow-Dee Project
- 1994 Now I Need, as The Giftshop (with Erick E)
- 1994 The Stand, as Peach
- 1994 Give It To Me, as Headcrash (with Erick E)
- 1994 I'm Loosin' My Feeling, as Perfect Point (with Erick E)
- 1994 Groove On, as Phil & Fil presents Yokiboys (with Erick E)
- 1995 Find A Way, as Yokiboys (with Erick E)
- 1995 Rue De St. Jean, as Club Fontaine (with Erick E)
- 1995 Luna Moods, as Club Fontaine (with Erick E)
- 1995 Find A Way, as Phil & Fil (with Erick E)
- 1996 London Amsterdam, as Ten
- 1996 Funky Nut, as Ten
- 1996 So High, as Headscrash (with Erick E)
- 1997 Pandora's Box/Open Up To Love, as Dick Wonder
- 1997 Wild On The Rhythm, as Giath
- 1997 I'll Be The Same, as Lay Rue
- 1998 Got A Man, as Lay Rue
- 1998 Pass The Bottle, as Wodka Wasters (with Armin van Buuren)
- 1998 Without You, as Les Indiscretes
- 1998 Mob Hunter, as Les Indiscretes
- 2000 The Way You Love Me, as Laroche (with Roelof Wiedijk)
- 2000 Revelations EP, as The Zarrow Bros.
- 2004 Lapoema, as DJ Roog & Olav Basoski (with Hardsoul and MC Stretch)
- 2006 Roll Da Dice, as Basoski & Romano (with Alex Romano)
- 2006 Nu Generation Oldskool Muggas, as Basoski & Romano (with Alex Romano)

### Albums
- 1998 Samplitude
- 2000 Samplitude 2

(Co-)Production pour d'autres artistes
- 1993 Tony Scott - Chameleon
- 1993 Darrell Bell - Careless Whisper (with Roelof Wiedijk)
- 1994 D.D. Jones - Higher
- 1997 Holtgreve & Hoeke - Black Mind
- 1999 Kadoc - I Am A T-Bone
- 2005 Silverius - Ritmo Sensual/Chupacabra
- 2007 Silverius - Neo Latino 1

### Remixes
- 1998 : Mirrorball - Given Up (Multiply Records)
- 1999 : The Soca Boys - Bumpin' (Olav Basoski Bumps Around Remix) (Red Bullet)
- 1999 : Powerhouse feat. Duane Harden - What You Need (AM:PM)
- 1999 : Moby - Bodyrock (Mute)
- 2000 : Bob Marley - Jammin' (Island)
- 2000 : ATFC feat. Onephatdeeva In And Out Of My Life (Defected Records)
- 2000 : Vengaboys - Superfly Slick... (Positiva)
- 2000 : Bigtime Charlie - Mr Devil (Inferno Records)
- 2000 : Russell Fool For Love (Rulin'/Ministry of Sound)
- 2000 : Mirwais - Naïve Song (Epic)
- 2005 : Hound Dogs I Like Girls (Direction Records)
- 2005 : Fuf Feat Meleny - Exceptional (Olav Basoski Remix)